# Madelon Székely-Lulofs
Magdalena Hermina "Madelon" Székely-Lulofs, , conosciuta anche come Christine van Eyck (Surabaya, 24 giugno 1899 – Santpoort, 22 maggio 1958), è stata una scrittrice e traduttrice olandese.
Il suo romanzo di maggiore successo fu Rubber, che fu tradotto anche in inglese, tedesco e svedese e riproposto anche in versione cinematografica.
Il cognome Székely è quello del secondo marito, l'ungherese László Székely (1892-1946),

## Biografia
Magdalena Hermina Lulofs nacque in una camera d'albergo di Surabaya, nelle Indie orientali olandesi (ora: Indonesia), il 24 giugno 1899, prima di sei figli di due olandesi, Claas Lulofs (1873-1922) e Sara Christine Dijckmeester (1876-1949), che la battezzarono "Magdalena Hermina" in onore della nonna, Magdalena Hermina Adama van Scheltema.
Trascorse la propria infanzia e adolescenza tra Paesi Bassi e Indie orientali.
Nel 1918, sposò Hein Doffegnies, con il quale ebbe due figlie.
Negli anni venti, iniziò a scrivere poesie satiriche. In seguito pubblicò, con lo pseudonimo Christine van Eyk, alcuni racconti nel settimanale Sumatra.
Alla fine degli anni venti divorziò da Doffegnies, al quale vennero affidate le figlie, e si sposò in seconde nozze con un collega del marito, l'ungherese László Székely.
Nel 1930, andò a vivere con Székely a Budapest. Ne seguì il successo letterario grazie al romanzo Rubber.
Minor successo ottenne invece il suo successivo romanzo, Koelie (1932).
Nel 1938, dopo l'annessione dell'Austria da parte della Germania, si trasferì assieme al marito nei Paesi Bassi.
Morì a Santpoort il 22 maggio 1958, all'età di 58 anni.

## Opere (lista parziale)
- Rubber (1931)[1]
- Koelie (1931)[1]
- Emigranten (1933)[2]
- De andere wereld (1934)[2]
- De hongertocht (1936)[2]
- Het laatste bedrijf (1937)[2]
- De kleine strijd (1941)[2]
- Onze bedienden in Indië (1948)[2]
- Tjoet Nja Din (1948)[2]
- Weerzien in Boedapest (1950)[2]